# Fernão Teles de Meneses, Governador da Índia
Fernão Teles de Meneses (Santarém, 1530 — Lisboa, 26 de novembro de 1605) foi um fidalgo e militar português, 28.º governador da Índia. Distinguiu-se por ter oferecido um célebre retrato de Luís de Camões, ao então vice-rei, D. Luís de Ataíde.

## Biografia
Era o quarto filho, na ordem do nascimento, de Brás Teles de Meneses, alcaide-mor de Moura e camareiro-mor do Infante D. Luís, com Catarina de Brito, filha herdeira de Rui Mendes de Brito, "cidadão rico e honrado desta cidade [de Lisboa]"; e neto paterno de Rui Teles de Meneses, 4.º senhor de Unhão.
Partiu para a Índia em 1566, na armada comandada pelo vice-rei então nomeado, D. Antão de Noronha, tendo depois prestado serviço como capitão em Ormuz e no Malabar.
Acabaria por suceder no governo da Índia ao vice-rei D. Luís de Ataíde, 3.º Conde de Atouguia, pela morte deste, ocorrida em Goa em 10 de março de 1581.
Assim que chegou a Goa a notícia da aclamação de Filipe I como Rei de Portugal, logo o fez jurar e reconhecer como legítimo soberano. Em setembro de 1581 entregou as rédeas do governo ao novo vice-rei, D. Francisco Mascarenhas, e regressou ao reino.
Foi ele quem ofereceu a D. Luís de Ataíde o célebre retrato póstumo de Luís de Camões, datado de Goa, ano de 1581.

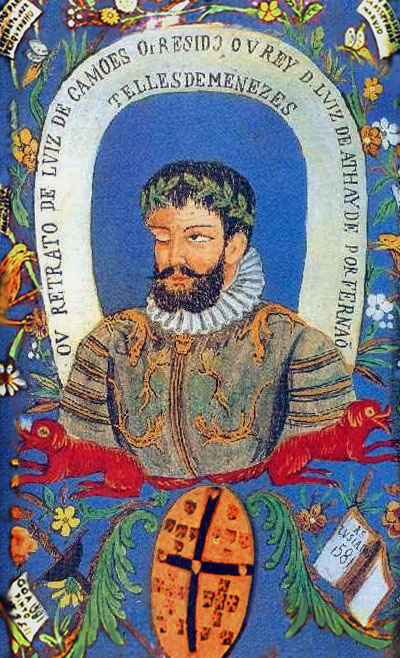
O célebre Retrato de Camões, datado de 1581, que Fernão Teles de Meneses ofereceu em Goa ao vice-rei D. Luís de Ataíde

Em Portugal, foi governador do Algarve, membro do Conselho de Estado e, por alvará de 12.07.1597, regedor das justiças da Casa da Suplicação.
Fundou para a Companhia de Jesus, a quem era muito dedicado, um noviciado, na quinta do Monte Olivete (atual Rua do Monte Olivete, em LIsboa), à Cotovia. Depois de expulsa a Companhia de Jesus, no século XVIII, no local se instalou o Colégio dos Nobres e, posteriormente, a Escola Politécnica, hoje Faculdade de Ciências de Lisboa.
Lá se encontra ainda o mausoléu de Fernão Teles de Meneses e sua mulher, D. Maria de Noronha, filha de D. Francisco de Faro, 4.º senhor do Vimieiro, com o título de "sobrinho d'el-rei".
No epitáfio se pode ler que Fernão Teles faleceu em 26.11.1605, enquanto que D. Maria de Noronha faleceu em 07.03.1623; não houve descendência do casamento.